# Tee Grizzley
Tee Grizzley, de son vrai nom Terry Sanchez Wallace, né le 23 mars 1994, est un rappeur américain originaire de Détroit.

## Biographie

### Jeunesse
Tee Grizzley, Terry Sanchez Wallace de son vrai nom, naît le 23 mars 1994 à Détroit, dans le Michigan, et grandit dans le quartier de Joy Road, à l'ouest de la ville. Ses parents rencontrant régulièrement des problèmes judiciaires, sa grand-mère se charge de l'élever. Durant son adolescence, sa mère est condamnée à 15 ans de prison pour trafic de stupéfiants et son père se fait assassiner.
En 2009, Wallace forme le groupe de hip-hop All Stars Ball Hard avec trois de ses amis.

### Condamnation et succès
Après le lycée, Wallace fréquente l'université d'État du Michigan. En février 2014, lui et un associé commettent une série de vols dans l'université, et le 1er juillet, Wallace participe au braquage d'une bijouterie à Lexington. Il est condamné, le 3 février 2015, à une peine de 18 mois de prison pour la série de vols à l'université d'État du Michigan, et à 9 mois pour le braquage de la bijouterie. En octobre 2016, Wallace est finalement libéré. Le jour de sa sortie, sous le pseudonyme de Tee Grizzley, il enregistre le titre First Day Out écrit en prison. Le titre rencontre un grand succès atteignant la 48e place du Billboard Hot 100 la semaine du 15 juillet 2017, et étant certifié disque de platine en juin 2017. Le succès que rencontre le titre lui vaut d'être signé sur le label 300 Entertainment (en), filiale de la major Atlantic Records. En juin, Tee Grizzley confie à TMZ que les ventes de First Day Out ont triplé à la suite d'une vidéo de LeBron James publiée sur Instagram durant une séance de gym, où l'on entend First Day Out en fond. Il est invité par 21 Savage sur le Issa Tour du 31 mars au 7 mai 2017.
Le 7 avril 2017, Tee Grizzley, publie la mixtape My Moment, dont les 13 titres ont été écrits durant son incarcération.

## Discographie

### Album studio
- 2018 : Activated

### Mixtapes
- 2017 : My Moment
- 2017 : Bloodas (avec Lil Durk)
- 2018 : Still My Moment

Avec All Stars Ball Hard
- Get It Sold

### Singles
- 2016 : First Day Out
- 2017 : Straight to It
- 2017 : Second Day Out
- 2017 : No Effort
- 2017 : Real N*ggas
- 2017 : From the D to the A (feat. Lil Yachty)
- 2017 : Catch It
- 2017 : Beef (feat. Meek Mill)
- 2017 : Win
- 2018 : Colors
- 2018 : Jetski Grizzley (feat. Lil Pump)